# Cserháti István
Cserháti István (Ajka, 1954. augusztus 29. – Debrecen, 2005. augusztus 21.), becenevén Pityi, magyar billentyűs, zeneszerző, a P. Mobil egykori tagja, a P. Box egyik alapítója.

## Pályafutása
Néhány helyi együttest követően a Napsugár tagja lett, többek között Deák Bill Gyulával, Sárvári Vilmossal és Kocsándi Miklóssal együtt. 1977-ben a Budai Ifjúsági Parkban tartott koncertjükön figyeltek fel rá a P. Mobil tagjai. Nem sokkal később sikerült is Cserhátit csatlakozásra bírni az addig billentyűs nélkül játszó együttesbe.
A P. Mobil munkájában zeneszerzőként is részt vett, legjelentősebb alkotása a Bencsik Sándorral közösen komponált Honfoglalás szvit. Az együttesnek azonban csak kislemezei jelenhettek meg, emiatt 1980-ban Bencsik és Cserháti új zenekart alapítottak P. Box (Pandora's Box) néven. 1986-ig három nagylemezt készítettek.
1986-ban Debrecenbe költözött, ezzel a P. Box egy időre leállt (illetve a többiek még ideig Metál Company, illetve Bill és a Box Company néven játszottak együtt). Ezután Cserháti éttermet és hangstúdiót működtetett, majd felkarolta a debreceni Szfinx együttest. 2001-ben újjáalakította a P. Boxot, de nem régi felállásban (Bencsik Sándor 1987-ben bekövetkezett halála miatt ez nem is lett volna lehetséges), hanem fiatal társakkal, a Szfinx és az Aberra együttesek tagjaiból. Az új felállásban két újabb stúdióalbum és egy koncertalbum készült.
2005 elején Cserhátinál rákot diagnosztizáltak. Súlyos állapota ellenére még részt vett a készülő Pangea című album stúdiófelvételein, és több koncertet is lekötött Debrecen közelében. Ezek nagy részét le kellett mondani, de kettőn még ülve ugyan, de végigjátszott. Mikor állapota még rosszabbra fordult, társaitól azt kérte, vigyék tovább a P. Boxot.
Augusztus 21-én elhunyt. December 10-én Szigetszentmiklóson Cserháti-emlékkoncertet tartottak a P. Box, a P. Mobil aktuális és 1985-ös felállása (utóbbi R. Mobil néven), The Rock Band és Deák Bill Gyula részvételével.

## Diszkográfia

### P. Mobil
- Kétforintos dal / Menj tovább (kislemez, 1978)
- Forma I. / Utolsó cigaretta (kislemez, 1979)
- Miskolc / Csizma az asztalon (kislemez, 1980)
- Az első nagylemez '78 – (1999 – 1978-as koncertfelvétel)
- Fekete bárányok 1980 (koncertfelvétel, a koncert CD-n, és DVD-n is megjelent, 2003)
- Vikidál- évek (1976-79)

### P. Box
- Halálkatlan/A bolond (kislemez, 1981)
- P. Box (1981)
- A zöld, a bíbor és a fekete/Vágtass velem (kislemez, 1982)
- Kő kövön (1983)
- Ómen (1985)
- Never Enough/Phantom Girl (kislemez, 1985)
- Újra nyitva (maxi CD, 2001)
- Reményre ítélve (2002)
- Vágtass velünk! (live, 2003)
- Pangea (2005)

### Egyéb
- Vikidál Gyula – Vikidál Gyula (1985, a P. Boxtagok vendégzenészként szerepelnek az albumon; az egyik számot a P. Box adja elő)
- A zöld, a bíbor és a fekete – Bencsik Sándor emlékére készült válogatásalbum, Cserháti hallható négy P. Box-dalban és egy P. Mobil-dalban, valamint ő a címadó dal szerzőinek egyike (1995)